# Now Love
Now Love foi um show on-line gratuito realizado pelo grupo pop global Now United no dia 1 de julho de 2021, através da plataforma de entretenimento YouTube, diretamente do museu Louvre Abu Dhabi, contando também com uma After Party (Pós-Festa) exclusiva para membros do YouTube Premium, onde os integrantes responderam perguntas e improvisaram sobre algumas coreografias. Durante a apresentação virtual foi lançada oficialmente a nova música chamada Wave Your Flag. O show completo ainda se encontra disponível juntamente com os vídeos performáticos das músicas do grupo escolhidas para o show separadas no canal oficial do grupo no YouTube.